# История лошади (спектакль)
«История лошади» — спектакль по повести Л. Н. Толстого «Холстомер», поставленный Георгием Товстоноговым в 1975 году на сцене Большого драматического театра им. Горького; в 1989 году был записан для телевидения.

## История создания
Инсценировка «Холстомера» принадлежит Марку Розовскому. По приглашению Г. А. Товстоногова молодой в то время режиссёр поставил на Малой сцене БДТ спектакль «Бедная Лиза» и, поскольку спектакль имел успех, вскоре смог приступить к новой работе — «Истории лошади», первоначально также предназначенной для Малой сцены.
Марк Розовский поставил первый акт, но в работе над вторым возникли проблемы, и в конце концов в работу над спектаклем вмешался Г. А. Товстоногов, который прежде всего решил перенести спектакль на большую сцену, внёс некоторые изменения в первый и заново поставил второй акт.
Премьера спектакля состоялась 27 ноября 1975 года; он шёл на сцене театра на протяжении многих лет, пользуясь неизменным успехом. В 1989 году спектакль был записан для телевидения в том же составе, который играл премьеру, за исключением исполнителя роли Генерала Павла Панкова, умершего ещё в 1978 году; после него Генерала играл Всеволод Кузнецов.
В 2006 году Марк Розовский выпустил книгу «Дело о „конокрадстве“», в которой утверждал, что Товстоногов внёс в уже поставленный им спектакль не так уж много изменений, при этом большая их часть скорее ухудшила, чем улучшила спектакль. Утверждения Розовского оспорили свидетели и участники постановки спектакля — Натела Товстоногова (сестра режиссёра и вдова исполнителя главной роли Евгения Лебедева) и исполнитель роли князя Серпуховского Олег Басилашвили. «Когда в середине 70-х возникла „История лошади“, — пишет Анатолий Смелянский, — то театральный мирок не мог поверить, что это свершил Товстоногов. Тогда на столичных кухнях с удовольствием шептались на тему „заимствования“: вот, мол, Георгий Александрович взял замечательную идею Марка Григорьевича и присвоил. Только тогда, когда Марк Григорьевич Розовский показал свою рижскую версию „Холстомера“, стало ясно, как присвоил и как освоил Товстоногов замечательное репертуарное предложение молодого режиссёра»".

## Сюжет
«Он был стар, они были молоды; он был худ, они были сыты; он был скучен, они были веселы. Стало быть, он был совсем чужой, посторонний, совсем другое существо, и нельзя было жалеть его…»
Старый пегий мерин доживает последние дни в табуне графа Бобринского. Его старость, «и гадкая, и величественная», вызывает у лошадей негодование и презрение, и, повинуясь стадному инстинкту, табун гоняет старого мерина. Но его узнаёт старая кобыла Вязопуриха: «Да ведь это Холстомер, прозванный так толпою за длинный и размашистый ход, равного которому не было в России». И мерин начинает рассказ о своей жизни.
Он родился пегим, и хозяин конного завода, Генерал, подарил его своему Конюшему, поручив следить за тем, чтобы пегий жеребец не портил табун. Но Конюший не уследил: полюбив красивую кобылку Вязопуриху, Холстомер нарушил запрет, и его охолостили.
Однажды к Генералу, желая приобрести лошадь, приехал гусарский офицер, князь Серпуховской; но ни один из предложенных Генералом красавцев князю не понравился, а приглянулся некрасивый Холстомер, превращённый Конюшим в рабочую лошадь.
У князя Холстомер провёл лучшее время своей жизни. Хозяин был красив, богат, холоден и жесток, и кучер у него был красавец, во всём под стать князю, — Холстомер любовался ими и собой с ними рядом; в этом доме его холили и лелеяли, им гордились. Но в один чёрный день князь выставил своего любимца на бегах как скаковую лошадь; непривычный к этому занятию Холстомер не подвёл хозяина, но пока князь наслаждался своим триумфом, его любовница Матье уехала с другим офицером. Бросившись за ней в погоню, князь загнал и без того измученного скачками Холстомера.
Никакие лечения не помогли, и Холстомера в конце концов продали барышнику; потом старушке, мужику, цыгану, приказчику…
К Бобринскому приезжает князь Серпуховской, постаревший и опустившийся, давно растративший своё состояние и живущий в долг.
Бобринский показывает ему своих лучших, самых дорогих лошадей, гость нехотя хвалит. Увидев пегого мерина, вспоминает, что такой же «пёстрый» был когда-то и у него. Но Серпуховской не узнаёт Холстомера.
Между тем у Холстомера обнаруживается короста, и Бобринский приказывает зарезать старого мерина.
«Через неделю валялись у кирпичного сарая только большой череп и два мослака, остальное все было растаскано. На лето мужик, собиравший кости, унёс и эти мослаки и череп и пустил их в дело. Ходившее по свету, евшее и пившее мёртвое тело Серпуховского убрали в землю гораздо после. Ни кожа, ни мясо, ни кости его никуда не пригодились»

## Действующие лица и исполнители
- Холстомер — Евгений Лебедев
- Князь Серпуховской — Олег Басилашвили
- Вязопуриха, она же Матье, она же Мари — Валентина Ковель
- Милый, он же Офицер, он же Бобринский — Михаил Волков
- Феофан, он же Фриц — Юзеф Мироненко
- Генерал — П. П. Панков, Всеволод Кузнецов (в телеверсии)
- Конюший, он же объявляющий на бегах — М. В. Данилов
- Васька, конюх, он же половой на бегах — Г. А. Штиль

Хор — Е. П. Алексеева, Т. Д. Коновалова, Е. Е. Немченко, В. А. Смирнова, А. А. Федеряева, А. В. Шкомова, Т. В. Яковлева, И. З. Заблудовский, В. И. Караваев, В. А. Козлов, Е. Н. Соляков, Е. К. Чудаков
Музыкальный ансамбль — А. Е. Галкин, В. М. Горбенко, Ю. А. Смирнов, Н. А. Рыбаков, М. И. Хазанов

## Создатели спектакля
- Постановка Г. А. Товстоногова
- Художник — Э. С. Кочергин
- Режиссёр — М. Г. Розовский
- Музыкальное оформление М. Г. Розовского и С. Е. Веткина
- Музыкальный руководитель — С. Е. Розенцвейг
- Звукорежиссёр — Г. В. Изотов
- Художник по свету — Е. М. Кутиков
- Инсценировка Марка Розовского. Стихи Ю. Е. Ряшенцева.